# 부업
부업(副業)은 여가시간에 종사하는 본업 이외의 일을 가리킨다. 부업은 취업 형태에 따라 아르바이트, 재택 근무 등으로 분류된다. 또한 소득 형태에 따라 급여 소득, 사업 소득, 잡수입으로 분류된다.

## 같이 보기
- 노동
- 아르바이트